# Wess
- Canzonissima 1974 Girone di musica leggera
- Eurofestival 1975
- Festival di Sanremo 1976 Categoria Campioni

Wess, pseudonimo di Wesley Johnson (Winston-Salem, 13 agosto 1945 – Winston-Salem, 21 settembre 2009), è stato un cantante e bassista statunitense naturalizzato italiano.

## Biografia

### Gli inizi
Nato nella Carolina del Nord, da ragazzino ha vissuto a New York, dove si è formato musicalmente. Ha avuto notevoli esperienze musicali, dapprima nel paese d'origine e successivamente in Europa nel campo della musica pop.

### Come "Wess & The Airedales"
Negli anni sessanta fu bassista nel complesso di Rocky Roberts, The Airedales, nel quale era anche arrangiatore e cantante. Nel 1966, scoperti da Arbore e Boncompagni, arrivarono in Italia e furono i primi a portare il rhythm and blues nella penisola, facendosi conoscere dapprima con T-Bird, sigla del programma radiofonico Bandiera gialla e in seguito con Stasera mi butto (1967). In alcuni 45 giri dell'epoca, che passavano sotto l'etichetta di "Rocky Roberts and the Airedales", la voce solista era di Wess (vedere Il contadino dei Ragazzi della Via Gluck, cover del famoso brano Hold On! I'm a Comin' di Sam & Dave).
Nel 1967, a causa di alcuni dissidi con il leader, il gruppo si separò da Rocky Roberts, e Wess divenne il cantante solista, debuttando con una sua versione di Senza luce, cover di A Whiter Shade of Pale dei Procol Harum, portata al successo, nello stesso periodo, dai Dik Dik e da Fausto Leali. Qualche mese dopo incise il suo primo album come solista, un disco di rhythm and blues intitolato The Sound of Soul, che tra le altre conteneva una versione di Chapel of Dreams (successo dei Dubs) ed una cover di Where Did Our Love Go delle Supremes. A novembre, dello stesso anno venne pubblicata una versione della già ricordata Chapel of Dreams in italiano, intitolata I miei giorni felici.
La canzone partecipò a Settevoci, ma venne eliminata; qualche mese dopo però le vendite iniziarono ad aumentare ed alla fine il disco si rivelò un successo diventando uno dei più venduti del 1968. La canzone sarà poi riproposta da Santino Rocchetti alla fine degli anni settanta. Nel 1969 partecipò al Cantagiro 1969 con Ti ho inventata io e, l'anno dopo, al Festivalbar 1970 con Tu che non mi conoscevi bene.

#### Cinema
Partecipa, interpretando se stesso al basso come membro di un complesso musicale, a Stasera mi butto, film del 1967.

### Con Dori Ghezzi

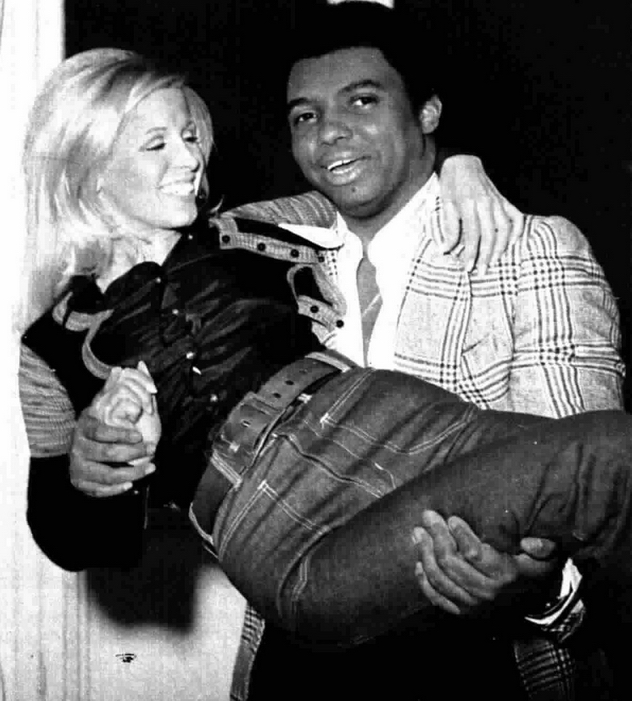
Wess e Dori Ghezzi a Sanremo 1973. Il cantante non ha mai nascosto la sua riconoscenza professionale verso Dori Ghezzi, con cui aveva acquisito notorietà ad inizio carriera.

Nel 1972, pur continuando la sua carriera da solista, a Wess venne l'idea di incidere un brano a due voci, Voglio stare con te, cover in italiano del brano United We Stand e scelse Dori Ghezzi, futura moglie del cantautore Fabrizio De André, appartenente alla stessa casa discografica, la Durium. Il brano, inciso su singolo a 45 giri (sul retro vi è una canzone da solista di Wess), ottenne un grande successo. Wess aveva una voce morbida e intonata con qualche venatura di blues che contrastava con quella cristallina di Dori Ghezzi.
I discografici decisero quindi di puntare sul duo che diverrà una delle coppie artistiche più celebri e di maggior successo della musica leggera degli anni settanta, presente a due Sanremo e un Eurofestival.

### Gli anni successivi
Negli anni successivi Wess partecipò ad innumerevoli trasmissioni televisive, intensificando la sua attività live e dedicandosi a produzioni discografiche in Italia e all'estero. Negli anni ottanta fondò uno studio di registrazione ed una casa discografica in Canada, da dove faceva la spola con l'Italia.

#### Il periodo con Squadra Italia
In occasione del Festival di Sanremo 1994 entrò a far parte del gruppo Squadra Italia, appositamente costituito per l'evento, cantando il brano Una vecchia canzone italiana.

#### Gli ultimi anni (2000-2009)
Dal 2000 al 2006 si esibì in molte piazze italiane accompagnato dalla "Wess Band", formata da Lucio Giachin (basso), Luciano Angeletti (tromba), Mario Scopigno (sax), Tommaso Costantini (sax), Danilo Stazi (chitarra), Americo Tarquini (chitarra), Antonio Iacoboni (tastiera), Melania Bianchi (voce), Marianna Bianco (voce) e Roberto Tiberti (batteria e arrangiamenti). Nel 2007 è apparso nella trasmissione televisiva condotta da Carlo Conti 50 canzonissime, cantando in coppia con Giada il brano Un corpo e un'anima, e nel 2008 nella trasmissione televisiva I migliori anni, sempre presentata da Carlo Conti, cantando lo stesso brano in coppia "virtuale" con Dori Ghezzi. L'ultima intervista a Wess, realizzata dalla giornalista musicale Timisoara Pinto, è stata pubblicata nel numero di luglio 2009 di Musica Leggera e in essa il cantante ripercorreva tutta la sua carriera musicale.

### La morte
Wess è morto improvvisamente il 21 settembre 2009 a seguito di una crisi asmatica all'ospedale di Winston, nella Carolina del Nord, sua città natale. Aveva 64 anni e nelle ultime settimane era stato in tour tra Canada e Stati Uniti. Soltanto il giorno prima della scomparsa aveva tenuto un concerto a New York. Ha lasciato sei figli. In un'intervista concessa subito dopo la notizia della morte di Wess la sua ex partner Dori Ghezzi dice:

## Vita privata
Wess era fratello di un altro cantante, Orlando Johnson e di un batterista, Marvin.
Due figlie di Wess divennero cantanti, Romina e Deborah Johnson.

## Discografia

### Da solista

#### Album in studio
- 1967 – The Sound of Soul (Durium, ms A 77187)[5]
- 1969 – A Warmer Shade of Wess (Durium, ms Al 77223)[5]
- 1970 – Quando (Durium, ms A 77243)[5]
- 1970 – Wess and the Airedales (Durium, ms Al 77259)[5]
- 1971 – Superwess (Durium, ms Al 77273)[5]
- 1972 – Vehicle (Durium, ms Al 77295)[5]
- 1973 – Wess Johnson (Durium, ms Al 77317)
- 1974 – Controluce (Durium, ms Al 77337)
- 1974 – Special Discoteque (Durium, ms Al 77353)
- 1975 – In Action (Durium, ms Al 77372)
- 1977 – Bello... (Durium, ms Al 77389)
- 1977 – That's Life (Durium, ms Al 77400)

#### Singoli
- 1967 – Senza luce/I'm a Short-Timer (Durium, CN A 9249)[5]
- 1967 – A Whiter Shade of Pale/I'm a Short-Timer (Durium Marche Estere, DE. 2675)[6][5]
- 1967 – I miei giorni felici/I'll Never Turn My Back on You (Durium, CN A 9259)[5]
- 1967 – Chapel of Dreams/I'll Never Turn My Back on You (Durium Marche Estere, DE. 2685)[5]
- 1968 – Ritornerò/Deborah (Durium, CN A 9262)[5]
- 1968 – Perché sei beat, perché sei pop/My Sun Is Shining (Durium, CN A 9281)[5]
- 1969 – Just Tell Me/Crazy (Durium, CN A 9297)[5]
- 1969 – Ti ho inventata io/Voltami le spalle (Durium, CN A 9301)[5]
- 1969 – Amore mio/Tum Tum Tum (Durium, CN A 9313)[5]
- 1970 – Quando/L'arca di Noè (Durium, CN A 9319)[5]
- 1970 – Tu che non mi conoscevi/Solitudine (Durium, CN A 9321)[5]
- 1970 – Long Black Limousine/Ma Belle Amie (Durium, CN A 9322)[5]
- 1971 – Occhi pieni di vento/Io t'amerò fino all'ultimo mondo (Durium, CN A 9327)[5]
- 1971 – La notte è troppo lunga/Peccato! (Durium, CN A 9328)[5]
- 1972 – Il vento amico/Che giorno è (Durium, CN A 9331)[5]
- 1972 – Voglio stare con te/There's Gonna Be a Revolution (Durium, CN A 9332)[5]
- 1973 – Il lago maggiore/Io sto bene senza te (Durium, CN A 9333)
- 1973 – Il primo appuntamento/Quel giorno (Durium, CN A 9334)
- 1974 – Aspetti un bambino/Io ti perdo (Durium, CN A 9337)
- 1975 – Have Mercy/My Sun Is Shining (Durium, CN A 9342)
- 1977 – Good Time/Carrie (Durium, CN A 9345)
- 1978 – Molte piogge fa/Filamenti sonori (Durium, CNAl 9348)
- 1978 – Angelita di Anzio/Bello (Durium, CNAl 9349)
- 1979 – S'arrende il mio corpo/Dieci anni di meno (Durium, CNAl 9350)
- 1982 – L'anima/You're in the Army Now (Disco Più, DPN 700)
- 1984 – Io non vivo senza te/L'emozione (F1 Team, P 7346)

#### Raccolte
- 1977 – I miei giorni felici (Durium - etichetta Start, LPS 40.006)
- 1978 – Harmony (Durium - etichetta Start, LPS 40.029)
- 1978 – Voci nel fumo (Durium - etichetta Start, LPS 40.049)
- 1996 – Il meglio di Wess (DV More, DV 5936)
- 2000 – I grandi successi originali (Doppio CD BMG Ricordi serie Flashback, 74321751222-2)

## Partecipazioni a Festival musicali

### Partecipazioni aCanzonissima
- Canzonissima 1974, con Dori Ghezzi – 1º posto:
  - Con Noi due per sempre – 4ª puntata
  - Con Un corpo e un'anima – puntata finale

### Partecipazioni al Festival di Sanremo
- Festival di Sanremo 1973: Con Tu nella mia vita, con Dori Ghezzi – 6º posto (1º posto nelle vendite)
- Festival di Sanremo 1976: Con Come stai, con chi sei?, con Dori Ghezzi – 2º posto
- Festival di Sanremo 1994: Con Una vecchia canzone italiana, con Squadra Italia – 19º posto

### Partecipazioni all'Eurovision Song Contest
- Stoccolma 1975: Con Era, con Dori Ghezzi – 3º posto